# Doppio Dexter
Doppio Dexter (Double Dexter) è il sesto libro della saga di Dexter. Edito da Mondadori, è il seguito di Dexter il delicato.

## Trama
Dexter Morgan stavolta deve fare i conti con un serial killer di poliziotti, che sembra voler fare di tutto per incastrarlo.

## Stile narrativo
Lo stile narrativo è, come in tutti gli altri romanzi, in prima persona.

## Edizioni
Jeff Lindsay, Doppio Dexter, collana Omnibus, Mondadori, 2012,  p. 348.